# 芸夢狂人の宇宙旅行
芸夢狂人の宇宙旅行（げいむきょうじんのうちゅうりょこう）は、1983年にエニックス（現スクウェア・エニックス）から発売されたコンピュータゲーム。
1983年、数少ないPC-8001mkII専用ゲームソフトとして発売された。作者は当時雑誌『I/O』（工学社）で、「芸夢狂人」のペンネームでゲーム作家として活動していた鈴木孝成。当時でも作者名を冠してパッケージゲームソフトが発売されるのは比較的珍しく、同社においては既に発売されていた『森田のバトルフィールド』に続く製品名で、これは芸夢狂人のネームバリューを商品のウリとしたネーミングである。
『I/O』掲載作品でも鈴木が得意としていた「シューティングゲーム」系ゲームが5種類収録されており、これらをトーナメント表のようなマップ上を進み、クリアしながら進んでいく。スペック上の制限から、何度もカセットテープからプログラムロードを繰り返す必要があった。
本作のベースとなったPC-8001（N-BASIC）版も本人により開発されているが、製品化はされていない。